# Михайловка (Мелеузівський район)
Миха́йловка (рос. Михайловка, башк. Михайловка) — присілок у складі Мелеузівського району Башкортостану, Росія. Входить до складу Денисівської сільської ради.
Населення — 140 осіб (2010; 157 в 2002).
Національний склад:
- росіяни — 50%
- башкири — 34%